# 安达镇
安达镇，是中华人民共和国黑龙江省绥化市安达市下辖的一个乡镇级行政单位。

## 行政区划
安达镇下辖以下地区：
胜利村、光明村、发展村、立志村、团结村、新青村和铁西村。